# Drosera sect. Ergaleium
Drosera secc. Ergaleium es una sección con 26 especies erectas o escandentes de plantas tuberosas pertenecientes al género  Drosera. Esta sección representa a un grupo taxonómicamente monofilético.

## Taxonomía
La sección tiene su origen en la descripción del subgénero  Drosera subg. Ergaleium, descrito por primera vez por Augustin Pyramus de Candolle en 1824. En 1848, Jules Émile Planchon reorganizó las especies en secciones, series, y subseries. Ludwig Diels reclasificó el género en su monografía de la familia en 1906, reconociendo el subgénero Ergaleium y dos secciones dentro de él: Erythrorhiza (Planchon) Diels y Polypeltes Diels. Otra reclasificación aconteció en  1977, cuando Larry Eugene DeBuhr añadió la sección Stolonifera, que estaba basada en la subserie de Planchon Stoloniferae. La sección Polypeltes es ahora conocida por el antiguo nombre de secc. Ergaleium.

## Especies

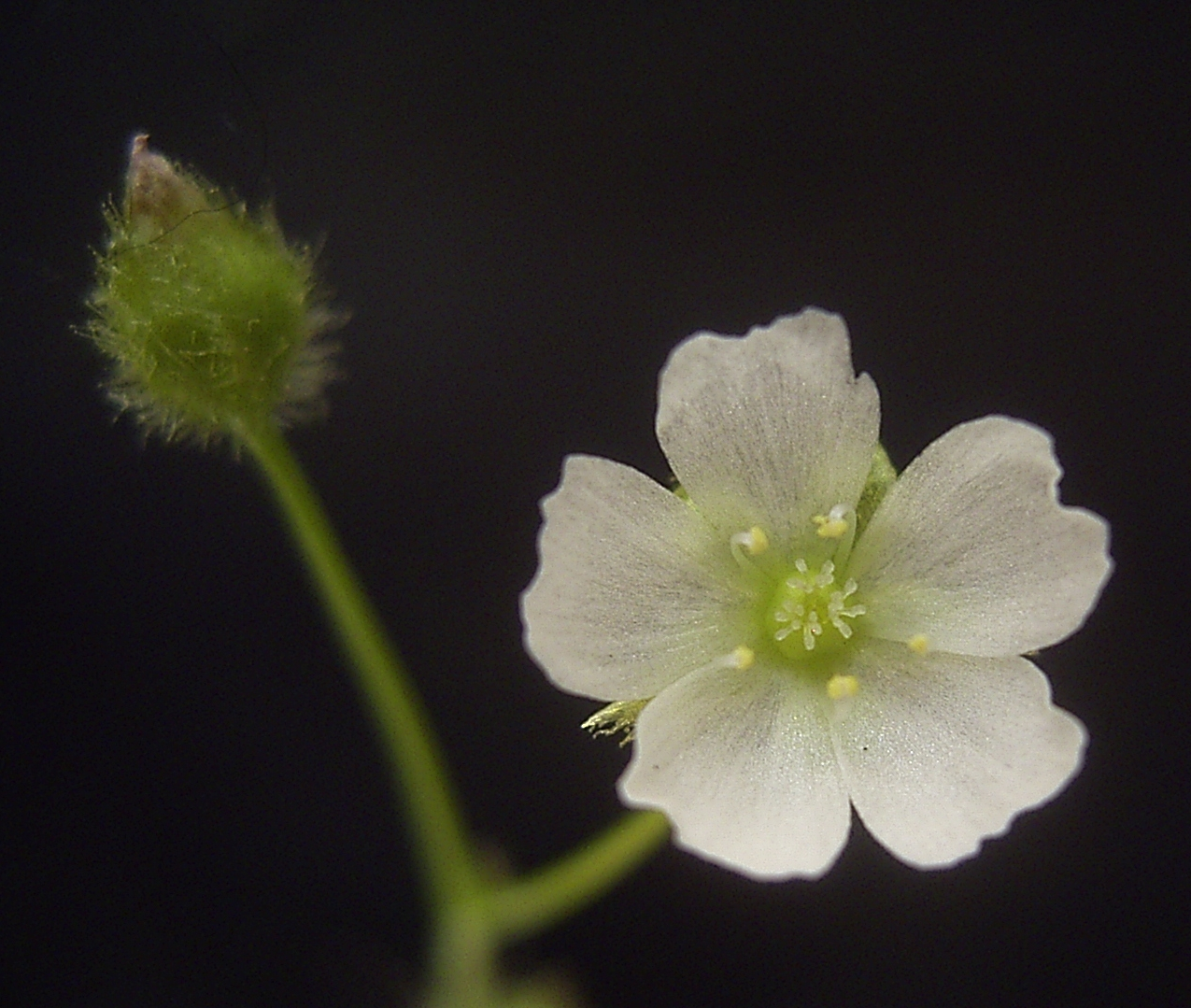
Drosera peltata flores

- Drosera andersoniana W.Fitzg. ex Ewart & Jean White
- Drosera bicolor Lowrie & Carlquist
- Drosera bulbigena Morrison
- Drosera erythrogyne N.G.Marchant & Lowrie
- Drosera gigantea Lindl.
- Drosera graniticola N.G.Marchant
- Drosera heterophylla Lindl.
- Drosera huegelii Endl.
- Drosera intricata Planch.
- Drosera macrantha Endl.
- Drosera marchantii DeBuhr
- Drosera menziesii R.Br. ex DC.
- Drosera microphylla Endl.
- Drosera modesta Diels
- Drosera moorei (Diels) Lowrie
- Drosera myriantha Planch.
- Drosera neesii Lehm.
- Drosera pallida Lindl.
- Drosera peltata Thunb.
- Drosera radicans N.G.Marchant
- Drosera salina N.G.Marchant & Lowrie
- Drosera stricticaulis (Diels) O.H.Sarg.
- Drosera subhirtella Planch.
- Drosera subtilis N.G.Marchant
- Drosera sulphurea Lehm.
- Drosera zigzagia Lowrie